# Физика элементарных частиц и теория групп
Физика элементарных частиц и теория групп — физика элементарных частиц при построении своих математических моделей в качестве важной составной части математического аппарата использует теорию групп. Она связывает математическое описание свойств элементарных частиц со структурой групп Ли и алгебр Ли.
В соответствии с этой связью различные квантовые состояния элементарной частицы приводят к неприводимому представлению группы Пуанкаре. Более того, свойства различных частиц, включая их спектры, могут быть связаны с представлениями алгебр Ли, соответствующим «приближенным симметриям» физического мира.
Впервые важность теории представлений в физике элементарных частиц отметил в 1930-х годах Юджин Вигнер

## Общий обзор

### Симметрии квантовой системы
В квантовой механике любое конкретное одночастичное состояние представляется в виде вектора в гильбертовом пространстве {\displaystyle {\mathcal {H}}}. Чтобы узнать, существование каких типов частиц допускается симметриями, важно классифицировать возможности {\displaystyle {\mathcal {H}}}, допускаемые симметриями, и их свойства. Пусть {\displaystyle {\mathcal {H}}} — гильбертово пространство, описывающее конкретную квантовую систему, и пусть {\displaystyle G} — группа симметрий квантовой системы. Например, в релятивистской квантовой системе {\displaystyle G} может быть группой Пуанкаре, в то время как для атома водорода {\displaystyle G} может быть группой вращения SO(3). Состояние частицы более точно характеризуется ассоциированным проективным гильбертовым пространством {\displaystyle \mathrm {P} {\mathcal {H}}}, также называемым пространством лучей, поскольку два вектора, отличающиеся ненулевым скалярным коэффициентом, соответствуют одному и тому же физическому квантовому состоянию, представленному «лучом» в гильбертовом пространстве, которое является классом эквивалентности в {\displaystyle {\mathcal {H}}} и, согласно естественной проекционной карте {\displaystyle {\mathcal {H}}\rightarrow \mathrm {P} {\mathcal {H}}}, элементом {\displaystyle \mathrm {P} {\mathcal {H}}}.
По определению симметрии квантовой системы, существует групповое действие на {\displaystyle \mathrm {P} {\mathcal {H}}}. Для каждого {\displaystyle g\in G} существует соответствующее преобразование {\displaystyle V(g)} проективного гильбертова пространства {\displaystyle \mathrm {P} {\mathcal {H}}}. Более конкретно, если {\displaystyle g} — это некоторая симметрия системы (скажем, вращение вокруг оси x на 12°), то соответствующее преобразование {\displaystyle V(g)} проективного гильбертова пространства {\displaystyle \mathrm {P} {\mathcal {H}}} является отображением на лучевом пространстве. Например, при вращении «стационарной» (обладающей нулевым импульсом) частицы со спином 5 вокруг ее центра {\displaystyle g} — это вращение в трехмерном пространстве (элемент {\displaystyle \mathrm {SO(3)} }), в то время как {\displaystyle V(g)} — это оператор, область и диапазон которого являются пространством возможных квантовых состояний этой частицы, в этом примере проективное пространство {\displaystyle \mathrm {P} {\mathcal {H}}} связано с 11-мерным комплексным гильбертовым пространством {\displaystyle {\mathcal {H}}}.
Каждое отображение {\displaystyle V(g)} сохраняет, по определению симметрии, произведение лучей на {\displaystyle \mathrm {P} {\mathcal {H}}}, индуцированное внутренним произведением на {\displaystyle {\mathcal {H}}}; согласно теореме Вигнера, это преобразование {\displaystyle \mathrm {P} {\mathcal {H}}} происходит из унитарного или антиунитарного преобразования {\displaystyle U(g)} гильбертова пространства {\displaystyle {\mathcal {H}}}. Обратите внимание, однако, что {\displaystyle U(g)}, связанный с данным {\displaystyle V(g)}, не является уникальным, а только уникальным «с точностью до фазового коэффициента». Таким образом, состав операторов {\displaystyle U(g)} должен отражать закон состава в {\displaystyle G}, но только с учетом фазового множителя:
{\displaystyle U(gh)=e^{i\theta }U(g)U(h)},
где {\displaystyle \theta } будет зависеть от {\displaystyle g} и {\displaystyle h}. Таким образом, отображение, отображающее {\displaystyle g} в {\displaystyle U(g)}, является "проективным унитарным представлением" {\displaystyle G} или, возможно, смесью унитарного и антиунитарного, если {\displaystyle G} отключен. На практике антиунитарные операторы всегда связаны с симметрией обращения времени.

### Обычные и проективные представления
Физически важно, что в целом {\displaystyle U(\cdot )} не обязательно должно быть обычным представлением {\displaystyle G}; возможно, невозможно выбрать фазовые множители в определении {\displaystyle U(g)}, чтобы исключить фазовые множители в законе их состава. Электрон, например, является частицей с половиной спина; его гильбертово пространство состоит из волновых функций на {\displaystyle \mathbb {R} ^{3}} со значениями в двумерном спинорном пространстве. Действие {\displaystyle \mathrm {SO(3)} } на спинорное пространство является только проективным: оно не исходит из обычного представления {\displaystyle \mathrm {SO(3)} }. Существует, однако, связанное с этим обычное представление универсального покрытия {\displaystyle \mathrm {SU(2)} } действия {\displaystyle \mathrm {SO(3)} } на спинорном пространстве.
Для многих интересных классов групп {\displaystyle G}, теорема Баргмана говорит нам, что каждое проективное унитарное представление {\displaystyle G} исходит из обычного представления универсального покрытия {\displaystyle {\tilde {G}}} группы {\displaystyle G}. На самом деле, если {\displaystyle {\mathcal {H}}} конечномерно, то независимо от группы {\displaystyle G} каждое проективное унитарное представление {\displaystyle G} исходит из обычного унитарного представления {\displaystyle {\tilde {G}}}. Если {\displaystyle {\mathcal {H}}} бесконечномерно, то для получения желаемого вывода необходимо сделать некоторые алгебраические предположения о {\displaystyle G} (см. ниже). В этой постановке результатом является теорема Баргмана. К счастью, в решающем случае группы Пуанкаре, применима теорема Баргмана. (см. классификацию Вигнера представлений универсального покрытия группы Пуанкаре.)
Требование, упомянутое выше, состоит в том, что алгебра Ли {\displaystyle {\mathfrak {g}}} не допускает нетривиального одномерного центрального расширения. Это имеет место тогда и только тогда, когда вторая группа когомологий {\displaystyle {\mathfrak {g}}} тривиальна. В этом случае все еще может быть верно, что группа допускает центральное расширение «дискретной» группой. Но расширения {\displaystyle G} дискретными группами являются покрытия {\displaystyle G}. Например, универсальное покрытие {\displaystyle {\tilde {G}}} связано с {\displaystyle G} через частное {\displaystyle G\approx {\tilde {G}}/\Gamma } с центральной подгруппой {\displaystyle \Gamma }, являющийся центром самого {\displaystyle {\tilde {G}}}, изоморфен фундаментальной группе накрытой группы.
Таким образом, в благоприятных случаях математическое описание квантовой системы будет поддерживать унитарное представление универсального покрытия {\displaystyle {\tilde {G}}} группы симметрии {\displaystyle G}. Это желательно, потому что с {\displaystyle {\mathcal {H}}} гораздо проще работать, чем с невекторным пространством {\displaystyle \mathrm {P} {\mathcal {H}}}. Если представления {\displaystyle {\tilde {G}}} могут быть классифицированы, доступно гораздо больше информации о возможностях и свойствах {\displaystyle {\mathcal {H}}}.

### Случай Гейзенберга
Примером, в котором теорема Баргмана неприменима, является квантовая частица, движущаяся в {\displaystyle \mathbb {R} ^{n}}. Группа трансляционных симметрий ассоциированного фазового пространства {\displaystyle \mathbb {R} ^{2n}} является коммутативной группой {\displaystyle \mathbb {R} ^{2n}}. В обычной квантово-механической картине симметрия {\displaystyle \mathbb {R} ^{2n}} не реализуется унитарным представлением {\displaystyle \mathbb {R} ^{2n}}. В конце концов, в квантовой настройке переводы в пространстве положений и переводы в пространстве импульсов не коммутируют. Эта неспособность коммутировать отражает неспособность операторов положения и импульса — которые являются бесконечно малыми генераторами перемещений в пространстве импульса и пространстве положения соответственно — коммутировать. Тем не менее, переводы в пространстве положений и переводы в пространстве импульсов «коммутируют» с точностью до фазового коэффициента. Таким образом, у нас есть четко определенное проективное представление {\displaystyle \mathbb {R} ^{2n}}, но оно не исходит из обычного представления {\displaystyle \mathbb {R} ^{2n}}, даже если {\displaystyle \mathbb {R} ^{2n}} просто связано.
В этом случае, чтобы получить обычное представление, нужно перейти к группе Гейзенберга, которая является нетривиальным одномерным центральным расширением {\displaystyle \mathbb {R} ^{2n}}.

## Группа Пуанкаре
Группа трансляций и преобразований Лоренца образуют группу Пуанкаре, и эта группа должна быть симметрией релятивистской квантовой системы (пренебрегая эффектами общей теории относительности, или, другими словами, в плоском пространстве).
Представления группы Пуанкаре во многих случаях характеризуются неотрицательной массой и полуцелым спином (см. классификацию Вигнера); это можно рассматривать как причину того, что частицы имеют квантованный спин. (Обратите внимание, что на самом деле существуют и другие возможные представления, такие как тахионы, инфрачастицы и т. д., которые в некоторых случаях не имеют квантованного спина или фиксированной массы.)

## Другие симметрии

Картина слабых изоспинов, слабых гиперзарядов и цветовых зарядов (весов) всех известных элементарных частиц в стандартной модели, повернутых на угол электрослабого смешивания, чтобы показать электрический заряд примерно по вертикали.

В то время как пространственно-временные симметрии в группе Пуанкаре особенно легко визуализировать и исследовать экспериментально, существуют также другие типы симметрий, называемые внутренними симметриями. Одним из примеров является цвет SU(3), точная симметрия, соответствующая непрерывному обмену трех кварковых цветов.

## Алгебры Ли и группы Ли
Многие (но не все) симметрии или приближенные симметрии образуют группы Ли. Вместо того, чтобы изучать теорию представлений этих групп Ли, часто предпочтительнее изучать тесно связанную теорию представлений соответствующих алгебр Ли, которые обычно проще вычислить.
Теперь представления алгебры Ли соответствуют представлениям универсального покрытия исходной группы. В конечномерном случае — и в бесконечномерном случае, при условии применения теоремы Баргмана, — неприводимые проективные представления исходной группы соответствуют обычным унитарным представлениям универсального покрытия. В этих случаях уместны вычисления на уровне алгебры Ли. Это относится, в частности, к изучению неприводимого проективного представления группы вращения SO(3). Они находятся в однозначном соответствии с обычными представлениями универсального покрытия SU(2) группы SO(3). Представления SU(2) тогда находятся в взаимно однозначном соответствии с представлениями его алгебры Ли su(2), которая изоморфна алгебре Ли so(3) группы SO(3).
Таким образом, неприводимые проективные представления SO(3) находятся в взаимно однозначном соответствии с неприводимыми обычными представлениями его алгебры Ли so(3). Двумерное представление для частиц со спином 1/2 алгебры Ли so(3), например, не соответствует обычному (однозначному) представлению группы SO(3). (Этот факт приводит к физическим парадоксам типа «если вы повернете волновую функцию электрона на 360 градусов, вы получите отрицательную исходную волновую функцию».) Тем не менее,
представление для спина 1/2 приводит к четко определенному «проективному» представлению SO(3), что является физически удовлетворительным.

## Приближенные симметрии
Хотя вышеупомянутые симметрии считаются точными, другие симметрии являются лишь приближенными.

### Гипотетический пример
В качестве примера того, что означает приближенная симметрия, предположим, что экспериментатор находится внутри бесконечного ферромагнетика с намагниченностью в некотором определенном направлении. Экспериментатор в этой ситуации обнаружил бы не один, а два различных типа электронов: один со спином вдоль направления намагниченности, с немного меньшей энергией (и, следовательно, меньшей массой), и один со спином, выровненным противоположно, с большей массой. Наша обычная вращательная симметрия SO(3), которая обычно связывает электрон со спином вверх и электрон со спином вниз, в этом гипотетическом случае стала только «приближенной» симметрией, связывающей «различные типы частиц» друг с другом.

### Общее определение
Вообще говоря, приближенная симметрия возникает, когда существуют очень сильные взаимодействия, которые подчиняются этой симметрии, наряду с более слабыми взаимодействиями, которые этого не делают. В приведенном выше примере с электронами два «типа» электронов ведут себя одинаково под действием сильных и слабых сил, но по-разному под действием электромагнитной силы.

### Пример: изоспиновая симметрия
Примером из реального мира является изоспиновая симметрия, чья группа SU(2), соответствует подобию между верхними и нижними кварками. Это приближенная симметрия: В то время как верхние и нижние кварки идентичны в том, как они взаимодействуют под действием сильного взаимодействия, они имеют разные массы и разные способности к электрослабым взаимодействиям. Математически существует абстрактное двумерное векторное пространство
{\displaystyle {\text{верхний кварк}}\rightarrow {\begin{pmatrix}1\\0\end{pmatrix}},\qquad {\text{нижний кварк}}\rightarrow {\begin{pmatrix}0\\1\end{pmatrix}}}
и законы физики «приближенно» инвариантны при применении к этому пространству унитарного преобразования c детерминантом, равным 1:
{\displaystyle {\begin{pmatrix}x\\y\end{pmatrix}}\mapsto A{\begin{pmatrix}x\\y\end{pmatrix}},\quad {\text{где }}A{\text{ представляет собой }}SU(2)}
Например, {\displaystyle A={\begin{pmatrix}0&1\\-1&0\end{pmatrix}}} превратило бы все верхние кварки во вселенной в нижние кварки и наоборот. Некоторые примеры помогают прояснить возможные последствия этих преобразований:
- Когда эти унитарные преобразования применяются к протону, он может быть преобразован в нейтрон или в суперпозицию протона и нейтрона, но не в какие-либо другие частицы. Поэтому преобразования перемещают протон по двумерному пространству квантовых состояний. Протон и нейтрон называются "изоспиновым дублетом"[англ.], математически аналогичным тому, как спин-1/2[англ.] частица ведет себя при обычном вращении.
- Когда эти унитарные преобразования применяются к любому из трех пионов (π0
, π+
, и π−
), он может изменить любой из пионов в любой другой, но не в какую-либо непионную частицу. Поэтому преобразования перемещают пионы вокруг трехмерного пространства квантовых состояний. Пионы называются "изоспиновым триплетом"[англ.], математически аналогичным тому, как ведет себя частица со спином 1 при обычном вращении.
- Эти преобразования вообще не влияют на электрон, потому что он не содержит ни верхних, ни нижних кварков. Электрон называется синглетом изоспина, математически аналогично тому, как частица со спином 0 ведет себя при обычном вращении.

В общем случае частицы образуют изоспиновые мультиплеты, которые соответствуют неприводимым представлениям алгебры Ли SU(2). Частицы в мультиплете изоспина имеют очень похожие, но не идентичные массы, потому что вверх и вниз кварки очень похожи, но не идентичны.

### Пример: ароматная симметрия
Изоспиновая симметрия может быть обобщена на ароматную симметрию, группу SU(3), соответствующую сходству между верхним кваркомs, нижним кваркомs и странным кваркомs. Это, опять же, приближенная симметрия, нарушенная разницей масс кварков и электрослабыми взаимодействиями — на самом деле, это худшее приближение, чем изоспин, из-за заметно большей массы странного кварка.
Тем не менее, частицы действительно могут быть разделены на группы, которые образуют неприводимые представления алгебры Ли SU(3), как впервые отметил Марри Гелл-Манн и независимо Юваль Неэман.